# Сарата (річка)
Сара́та  (рум. Sărata) — річка в Молдові та Україні, в межах Білгород-Дністровського району Одеської області. Впадає до озера-лиману Сасик (басейн Чорного моря).

## Опис
Довжина 120 км, площа водозбірного басейну 1 250 км². Похил річки 1 м/км. Долина трапецієподібна, з пологими, розчленованими балками і ярами, схилами; її пересічна ширина 1—2 км, глибина 40—50 м. Заплава завширшки до 500 м. Річище звивисте, на окремих ділянках випрямлене (загальна довжина 34 км). Влітку пересихає. Є шлюзи. Використовується на водопостачання, зрошення.
Мінералізація води в р. Сарата в останні 30 років змінювалась від 643 до 9758 мг/дм3, а концентрація токсичних іонів натрію, магнію, хлору та сульфатів відповідно досягала 2208, 435, 2400 та 3560 мг/дм3 (табл. ). 
    Таблиця. Хімічний склад води річки Сарата
| Інгредієнти   | Уміст, мг/дм3 | Уміст, мг/дм3 | Уміст, мг/дм3 | Уміст, мг/дм3      | Уміст, мг/дм3         | Коефіцієнт варіації, % |
| Інгредієнти   | Мінімальний   | Максимальний  | Середній      | Стандартна похибка | Стандартне відхилення | Коефіцієнт варіації, % |
| Ca2+          | 61,5          | 424           | 198,8         | 19,2               | 113,3                 | 38,9                   |
| Mg2+          | 17,1          | 435           | 172,7         | 16,4               | 97,1                  | 33,3                   |
| Na+           | 104,2         | 2208          | 814,9         | 92,3               | 546,1                 | 187,6                  |
| K+            | 3             | 26            | 12,8          | 1,1                | 6,1                   | 2,25                   |
| СО32-         | 0             | 20,8          | 4,54          | 1                  | 6,1                   | 2,11                   |
| НСО3-         | 152,5         | 723           | 363,3         | 26,4               | 156,1                 | 53,6                   |
| SO42-         | 129,6         | 3560          | 1133,7        | 143,4              | 848,2                 | 291,4                  |
| Cl-           | 83,4          | 2400          | 1040,8        | 112                | 662,5                 | 227,5                  |
| Мінералізація | 643           | 9758          | 3727,3        | 372,9              | 2206                  | 757,8                  |
| рН, од.       | 7,25          | 8,8           | 8,17          | 0,08               | 0,41                  | 0,17                   |

У 2019 році гирло річки було звільнене від пересипів радянських часів, що сприятиме відновлення річкового стоку та екосистем.
За допомогою обрізаних гілок верби на березі річки посеред селища ентузіаст Алім Білалов намагається врятувати водойму від замулення та руйнування екосистеми.

## Розташування
Сарата бере початок на схід від села Опач (Молдова). Тече спершу на південний схід, у середній та нижній течії — переважно на південь. Впадає до Сасика біля північно-західної околиці села Трапівки.
Основні притоки: Кіпчак, Бабей, Джалаїр, Курудер (ліві).
Річка протікає через смт Сарату.

## Галерея

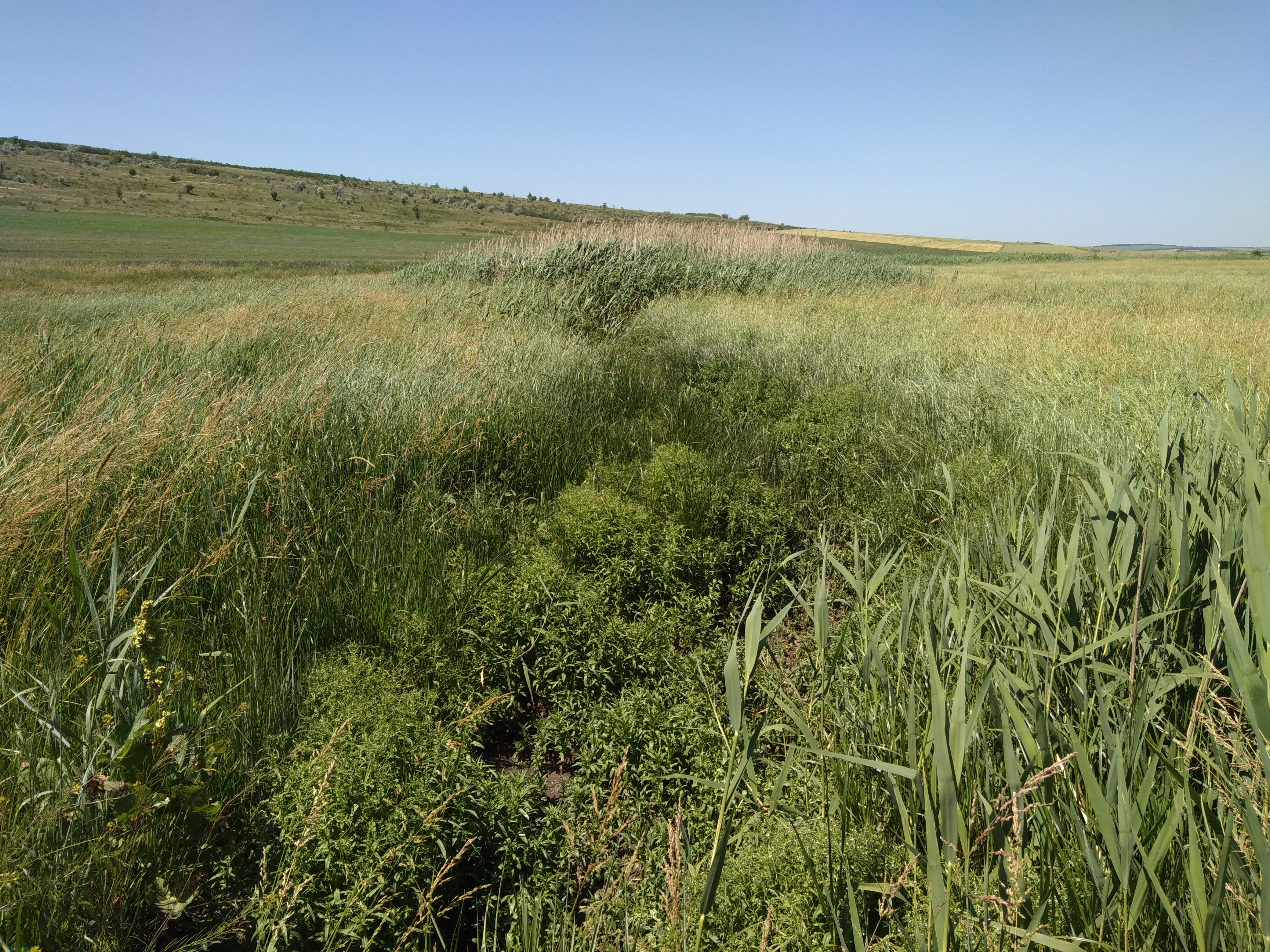
Верхів'я річки біля с. Олександрівка
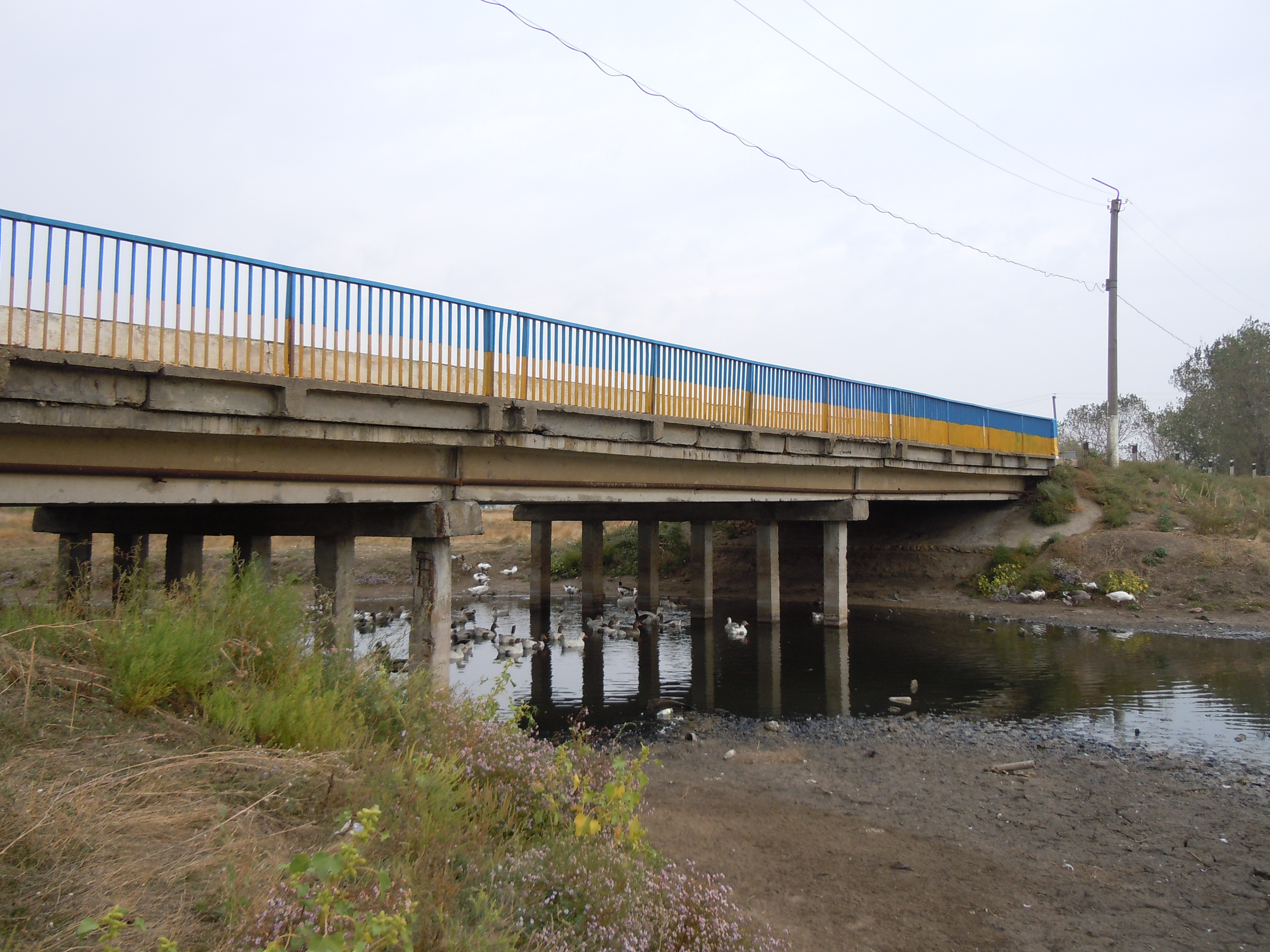
Міст через річку в смт Сарата